# Ким, Джонатан Йон
Джонатан Йон Ким (англ. Jonny Kim, род. 5 февраля 1984 года) — американский военный врач и астронавт НАСА (22-й набор астронавтов НАСА). Опыта космических полётов не имеет. Проходит подготовку в составе дублирующего экипажа экспедиции МКС-71/72 и корабля «Союз МС-26», а также к пилотируемым лунным экспедициям в рамках программы «Артемида».

## Ранние годы, учёба и военная служба
Родился 5 февраля 1984 года в Лос-Анджелес (штат Калифорния, США) в семье эмигрантов из Южной Кореи. В 2002 году окончил среднюю школу в городе Санта-Моника в Калифорнии. В школьные годы увлекался спортом, занимал призовые места в соревнованиях по плаванию и водному поло.
После окончания школы поступил на службу младшим матросом третьего отряда «Морских котиков» Военно-морских сил США. Прошёл двухлетний курс обучения к специальным операциям, из 180 человек курс закончили только 60. Служил оператором специальных средств в команде специального назначения в Сан-Диего. Дважды командировался на Ближний Восток, где участвовал в более чем в 100 боевых операциях в качестве военного медика, снайпера, штурмана и стрелка.
В 2009 году поступил в Университет Сан-Диего, который окончил в 2012 году с отличием и получил степень бакалавра по математике. В мае 2012 года перевёлся из Корпуса подготовки офицеров резерва ВМС в Медицинский корпус ВМС США. В 2016 году окончил Гарвардский университет и получил степень доктора медицины. В мае того же года присвоено звание — лейтенант ВМС. Работал врачом-интерном неотложной медицинской помощи в больнице штата Массачусетс.

## Космическая подготовка
7 июня 2017 года в ходе 22-го набора НАСА был зачислен одним из двенадцати кандидатов в астронавты, отобранных из более чем 18 300 претендентов. 18 августа 2017 года в Космическом центре имени Линдона Джонсона в Хьюстоне (штат Техас), приступил к прохождению курса базовой общекосмической подготовки. Обучение включало изучение технических и эксплуатационных инструкций по системам Международной космической станции, лётную подготовку на самолёте Northrop T-38 Talon, тренировки по выходу в открытый космос, выживанию на воде и в дикой природе, а также обучение русскому языку. 10 января 2020 года лейтенанту-коммандеру ВМС США Киму была присвоена квалификация астронавт.
С 2020 года работал оператором связи с экипажами, находящимися на борту Международной космической станции и помощником руководителя полётами в Центре управления полетами в Хьюстоне. 9 декабря 2020 года на заседании Национального совета по космосу США было объявлено о включении его в группу из 17 астронавтов для подготовки к пилотируемым лунным экспедициям в рамках программы «Артемида».
В 2022—2023 годах проходил лётную подготовку на самолётах Beechcraft T-6 Texan II, Northrop T-38 Talon и TH-57. После окончания подготовки получил редкое двойное звание бортмеханика ВМС и военно-морского лётчика.
В марте 2024 года на форуме NASASPACEFLIGHT появилась информация о его подготовке в ЦПК имени Ю. А. Гагарина в составе дублирующего экипажа экспедиции МКС-71/72 и корабля «Союз МС-26», и возможном назначении в основной экипаж МКС-72/73 экспедиции, старт которой на корабле «Союз МС-27» запланирован на весну 2025 года.

## Награды
- орден «Серебряная звезда»,
- медаль «Бронзовая звезда» с боевым отличием «V»,
- Благодарственная медаль ВМС и КМП с боевым отличием (Navy and Marine Corps Commendation Medal with Combat «V»),
- три медали «За безупречную службу»,
- медаль «За примерную действительную службу в ВС» (National Defense Service Medal),
- медаль «За Иракскую кампанию»,
- медаль «За службу в экспедиционных войсках глобальной войны с терроризмом»,
- медаль «За участие в глобальной войне с терроризмом»[1].

## Семья
Джонни Ким женат, по состоянию на январь 2020 года в семье трое детей.